# Неаполитанская лира
Лира была денежной единицей материковой части Сицилийского королевства с 1812 по 1813 годы. Эта денежная единица была введена Иоахимом Мюратом, сделанным Наполеоном королём Сицилийского королевства, но так как Мюрат в реальности управлял лишь материковой его частью — Неаполитанским королевством, то эта денежная единица известна как «неаполитанская лира». Она делилась на 100 чентезимо, и приравнивалась к наполеоновской итальянской лире (введённой Наполеоном в Северной Италии) и французскому франку. После реставрации Бурбонов была заменена пиастрой.

## Монеты
Выпускались монеты достоинством в 3, 5 и 10 чентезимо, а также в ½, 1, 2, 5, 20 и 40 лир. Чентезимо чеканились из бронзы, монеты достоинством от ½ до 5 лир — из серебра, более крупного достоинства — из золота. На всех монетах был профиль Мюрата и принятое им итальянское имя «Gioacchino Napoleone».